# Магнус II фон Захсен-Лауенбург
Магнус II (на немски: Magnus II von Sachsen-Lauenburg; * 1543; † 14 май 1603, Ратцебург) от род Аскани, е херцог на Саксония-Лауенбург от 1581 до 1588 г.

## Живот
Той е най-възрастният син на херцог Франц I (1510 – 1581) и Сибила Саксонска (1515 – 1592), дъщеря на херцог Хайнрих IV от Саксония от род Албертини.
Магнус II отива в шведския двор при крал Ерик XIV. Той се сгодява за сестрата на краля и през 1566 г. е главнокомандващ на шведската войска във войната против Дания. Скоро кралят го сменя. След короноването на крал Йохан III той се връща обратно в Германия.
През 1571 г. баща му се отказва от управлението в полза на по-малкия Франц II. Магнус II събира войска в Нидерландия и тръгва против Лауенбург. През началото на октомври 1574 г. той завладява и ограбва столицата Ратцебург. Когато долносаксонската войска наближава, той разпуска войската си и бяга в Швеция. Той започва да пие, тероризира съпругата си, сестра на краля. Той оставя съпругата и децата си и отново се връща в Германия.
През 1588 г. брат му го залавя Хамбург. Той живее още 15 години в затвор в една кула на двореца в Ратцебург. Погребан е в тамошната дворцова капела.

## Фамилия
Магнус II се жени на 4 юли 1568 г. в Стокхолм за принцеса София Васа от Швеция (* 29 октомври 1547, † 17 март 1611), дъщеря на шведския крал Густав I Васа. Той има с нея две деца:
- син († 1573)
- Густав (1570 – 1597), гуверньор на Калмар